# بوچکائی‌کرت
بوچکائی‌کِرت (به مجاری:  Bocskaikert) یک منطقهٔ مسکونی در مجارستان است که در ناحیه هایدوهادهاز واقع شده‌است. بوچکائی‌کرت ۶٫۸ کیلومتر مربع مساحت و ۲٬۴۹۵ نفر جمعیت دارد.